# 灯台 (作家)
灯台（とうだい）は、日本の作家である。

## 概要
灯台は、岡山県出身の作家である。妹がいると話しており、小説家になろうの活動報告などでは同氏の妹による絵が偶に投稿されている。
インタビューによれば、灯台は二次創作検索サイト「にじファン」が閉鎖されていなかった頃からウェブ小説を読んでいたと話しており、自身の好みのキャラクターが活躍している作品が見つけられなかったため、自ら小説を書くことを決めたと話している。
そのため、小説を書く際には「自分が読みたい小説」を執筆するように心がけていると話している。
にじファンの閉鎖後は二次創作を多数執筆し、その後、小説家になろうに戻ってきて初めて書き始めたオリジナル作品が『勇者召喚に巻き込まれたけど、異世界は平和でした』だと話している。
灯台は、第1回モーニングスター大賞（星球大賞）で自身の作品『勇者召喚に巻き込まれたけど、異世界は平和でした』が大賞を受賞し、その書籍化に伴ってデビューを果たしている。
又、受賞に伴い、副賞として新紀元社より書籍100冊が贈呈された際の灯台のTwitter上での反応が、モーニングスター大賞のサイトで紹介されている。
『勇者召喚に巻き込まれたけど、異世界は平和でした』はその後コミカライズされ、コンプエースで連載されている。

## 書籍化作品

### ライトノベル
- 『勇者召喚に巻き込まれたけど、異世界は平和でした』シリーズ[14]

### 漫画
- 『勇者召喚に巻き込まれたけど、異世界は平和でした』シリーズ[15]